# اسکات کرامپ
اسکات کرامپ (انگلیسی: S. Scott Crump) مهندس و مخترع اهل ایالات متحده آمریکا است، که در سال ۱۹۸۹ شرکت استراتاسیس را تأسیس کرد.